# Templewo (przystanek kolejowy)
Templewo – przystanek kolejowy w Templewie, w województwie lubuskim, w Polsce.